# اندبرن
«اَندبِرن» (انگلیسی: &Burn) ترانه‌ای از خواننده و ترانه‌پرداز آمریکایی، بیلی آیلیش و رپر آمریکایی وینس استیپلز است. این ترانه برای دانلود دیجیتال و استریم به عنوان یک تک‌آهنگ در ۱۵ دسامبر ۲۰۱۷ از طریق دارک‌روم و اینترسکوپ رکوردز منتشر شد و بعداً در دسامبر همان سال در نسخه انتشار مجدد نخستین آلبوم چندآهنگهٔ آیلیش به نام به من لبخند نزن قرار گرفت. ترانه‌سرایی بر عهدهٔ استیپلز و فینیس اوکانل بوده است و فینیش تهیه‌کنندگی این ترانه را نیز انجام داده است.

## گواهی‌نامه‌ها
| منطقه                                   | گواهی  | واحد گواهی‌شده/فروش |
| --------------------------------------- | ------ | ------------------ |
| استرالیا (آی‌اف‌پی‌آی استرالیا)            | پلاتین | ۷۰٬۰۰۰             |
| برزیل (پرو موزیکا برزیل)                | طلا    | ۲۰٬۰۰۰             |
| کانادا (میوزیک کانادا)                  | طلا    | ۴۰٬۰۰۰             |
| بریتانیا (بی‌پی‌آی)                       | نقره   | ۲۰۰٬۰۰۰            |
| ایالات متحده (آرآی‌ای‌ای)                 | طلا    | ۵۰۰٬۰۰۰            |
| رقم فروش+پخش جاری تنها بر پایهٔ گواهی‌ها. |        |                    |